# Lades Kælder
Lades Kælder eller bare "Lades" var et spillested på Strøget i København (Kattesundet 6), der dækkede stort set alle musikalske genrer – alt fra rock og indie over punk og metal til hip-hop og electronica. Der præsenteredes 2-3 live-bands hver dag året rundt. Dette var ret unikt for et dansk spillested i 2010'erne, og gav et stort og varieret udbud af musikalske oplevelser fra danske og udenlandske kunstnere til musikglade københavnere.
Det eneste krav Lades stillede til de optrædende bands var, at de havde deres hovedfokus på egne originale kompositioner. Dvs. man fandt ingen rene coverbands på Lades Kælder. På denne måde spillede Lades en større rolle i støtten til vækstlaget i dansk musik, som jo er derfra morgendagens stjerner skal hentes. Mange senere kendte musikere har gennem tiden spillet på Lades.
Lades Kælder lukkede 1. december 2010 efter at have fungeret som vækstlagsfremmende spillested i 25 år pga. det urentable i, at drive et spillested uden væsentlige offentlige/kommunale kulturmidler i 2010'erne.
I februar 2011 blev det offentliggjort, at spillestedet ville genåbne i Kødboderne under det nye navn "KB18" den 3. marts 2011.

## Historie
Stedet blev i midten af 1970'erne overtaget af Steen Lade, der havde planer om at lave en spiserestaurant. Dette blev dog ikke til noget, og i stedet udviklede Lades sig til en bar. 
Omkring 1980 startede livemusikken – i første omgang blot med "en mand og hans guitar" og lidt senere i 1980'erne med regulære bands. Men så bookede man ved en tilfældighed bandet, B-Joe, som  kom til at tegne Lades Kælder mange år frem  med deres egne sange. Stilen var pop/blues/rock. Bandet er en trio og de spillede mere end 1000 jobs i Lades Kælder. [kilde mangler] 
I slutningen af 1990'erne overtog Peter Johns stedet, og helt frem til lukningen i 2010 var Lades Kælder en del af ruten for nye originalbands på vej frem på musikscenen.